# Кудрино (Киржачский район)
Кудрино — деревня в Киржачском районе Владимирской области России, входит в состав Кипревского сельского поселения. 

## География
Деревня расположена в 11 км на северо-восток от центра поселения деревни Кипрево и в 23 км на северо-восток от райцентра города Киржач.

## История
В XIX — начале XX века деревня входила в состав Жердевской волости Покровского уезда, с 1926 года — в составе Киржачской волости Александровского уезда. В 1859 году в деревне числилось 35 дворов, в 1905 году — 49 дворов, в 1926 году — 71 дворов.
С 1929 года деревня являлась центром Кудринского сельсовета Киржачского района, с 1940 года — в составе Афаносовского сельсовета, с 2005 года — в составе Кипревского сельского поселения.

## Население
| 1859 | 1905 | 1926 | 2002 | 2010 | 2021 |
| ---- | ---- | ---- | ---- | ---- | ---- |
| 237  | →237 | ↗298 | ↘11  | ↘10  | ↘7   |